# Giovanni Pellegrini (calciatore)
Giovanni Pellegrini (Saint-Malo, 25 giugno 1940 – Rennes, 27 settembre 1989) è stato un calciatore francese, di ruolo attaccante.

## Biografia
Nato a Saint-Malo da una famiglia italiana, morì all'età di 49 anni per un cancro.

## Carriera
Disputò 149 gare in prima divisione con la maglia del Rennes fra il 1959 e il 1967, con una pausa fra il 1960 e il 1962 in cui venne reincluso nella formazione delle riserve. Reintegrato in prima squadra, si segnalò fra i migliori marcatori della squadra e talvolta del campionato, contribuendo anche alla conquista della Coppa di Francia 1964-1965, in cui segnò otto reti e scese in campo da titolare durante la finale.
Lasciò il Rennes nel 1967, in seguito alla decisione della dirigenza di rinnovare la squadra, giocando in squadre dilettantistiche fino al 1975, quando interruppe definitivamente l'attività di calciatore.

## Statistiche
| Stagione        | Squadra         | Campionato      | Campionato | Campionato | Coppe nazionali | Coppe nazionali | Coppe nazionali | Coppe continentali | Coppe continentali | Coppe continentali | Altre coppe | Altre coppe | Altre coppe | Totale | Totale |
| Stagione        | Squadra         | Comp            | Pres       | Reti       | Comp            | Pres            | Reti            | Comp               | Pres               | Reti               | Comp        | Pres        | Reti        | Pres   | Reti   |
| --------------- | --------------- | --------------- | ---------- | ---------- | --------------- | --------------- | --------------- | ------------------ | ------------------ | ------------------ | ----------- | ----------- | ----------- | ------ | ------ |
| 1959-1960       | Rennes          | D1              | 10         | 3          | CF              | 3               | 0               | -                  | -                  | -                  | -           | -           | -           | 13     | 3      |
| 1960-1961       | Rennes 2        | ?               | ?          | ?          | -               | -               | -               | -                  | -                  | -                  | -           | -           | -           | -      | -      |
| 1961-1962       | Rennes 2        | ?               | ?          | ?          | -               | -               | -               | -                  | -                  | -                  | -           | -           | -           | -      |        |
| Totale Rennes 2 | Totale Rennes 2 | Totale Rennes 2 | ?          | ?          |                 | -               | -               |                    | -                  | -                  |             | -           | -           | -      | -      |
| 1962-1963       | Rennes          | D1              | 16         | 13         | CF              | 2               | 1               | -                  | -                  | -                  | -           | -           | -           | 18     | 14     |
| 1963-1964       | Rennes          | D1              | 28         | 14         | CF              | 1               | 0               | -                  | -                  | -                  | -           | -           | -           | 29     | 14     |
| 1964-1965       | Rennes          | D1              | 32         | 14         | CF              | 7               | 8               | -                  | -                  | -                  | -           | -           | -           | 39     | 22     |
| 1965-1966       | Rennes          | D1              | 32         | 9          | CF              | 5               | 3               | CdC                | 1                  | 0                  | -           | -           | -           | 38     | 12     |
| 1966-1967       | Rennes          | D1              | 31         | 11         | CF              | 6               | 1               | -                  | -                  | -                  | -           | -           | -           | 37     | 1      |
| Totale Rennes   | Totale Rennes   | Totale Rennes   | 149        | 64         |                 | 28              | 15              |                    | 1                  | 0                  |             | -           | -           | 178    | 80     |
| Totale carriera | Totale carriera | Totale carriera | 149+       | 64+        |                 | 28              | 15              |                    | 1                  | 0                  |             | -           | -           | 178+   | 80+    |

## Palmarès
- Coppa di Francia: 1

Rennes: 1964-65